# Risoul
Risoul é uma comuna francesa na região administrativa da Provença-Alpes-Costa Azul, no departamento de Altos-Alpes. Estende-se por uma área de 30,34 km². Em 2010 a comuna tinha 665 habitantes (densidade: 21,9 hab./km²).